# Kwietniewo (gromada)
Kwietniewo – dawna gromada, czyli najmniejsza jednostka podziału terytorialnego Polskiej Rzeczypospolitej Ludowej w latach 1954–1972.
Gromady, z gromadzkimi radami narodowymi (GRN) jako organami władzy najniższego stopnia na wsi, funkcjonowały od reformy reorganizującej administrację wiejską przeprowadzonej jesienią 1954 do momentu ich zniesienia z dniem 1 stycznia 1973, tym samym wypierając organizację gminną w latach 1954–1972.
Gromadę Kwietniewo z siedzibą GRN w Kwietniewie utworzono – jako jedną z 8759 gromad na obszarze Polski – w powiecie pasłęckim w woj. olsztyńskim na mocy uchwały nr 23 WRN w Olsztynie z dnia 4 października 1954. W skład jednostki weszły obszary dotychczasowych gromad Kwietniewo, Mokajmy i Święty Gaj oraz miejscowość Kiersity z dotychczasowej gromady Rejsyty ze zniesionej gminy Rychliki w tymże powiecie. Dla gromady ustalono 11 członków gromadzkiej rady narodowej.
31 grudnia 1960 do gromady Kwietniewo włączono wieś Wysoki Bór ze zniesionej gromady Stankowo w tymże powiecie.
Gromadę zniesiono 31 grudnia 1961, a jej obszar włączono do gromady Rychliki w tymże powiecie.